# Batolite di Antioquia

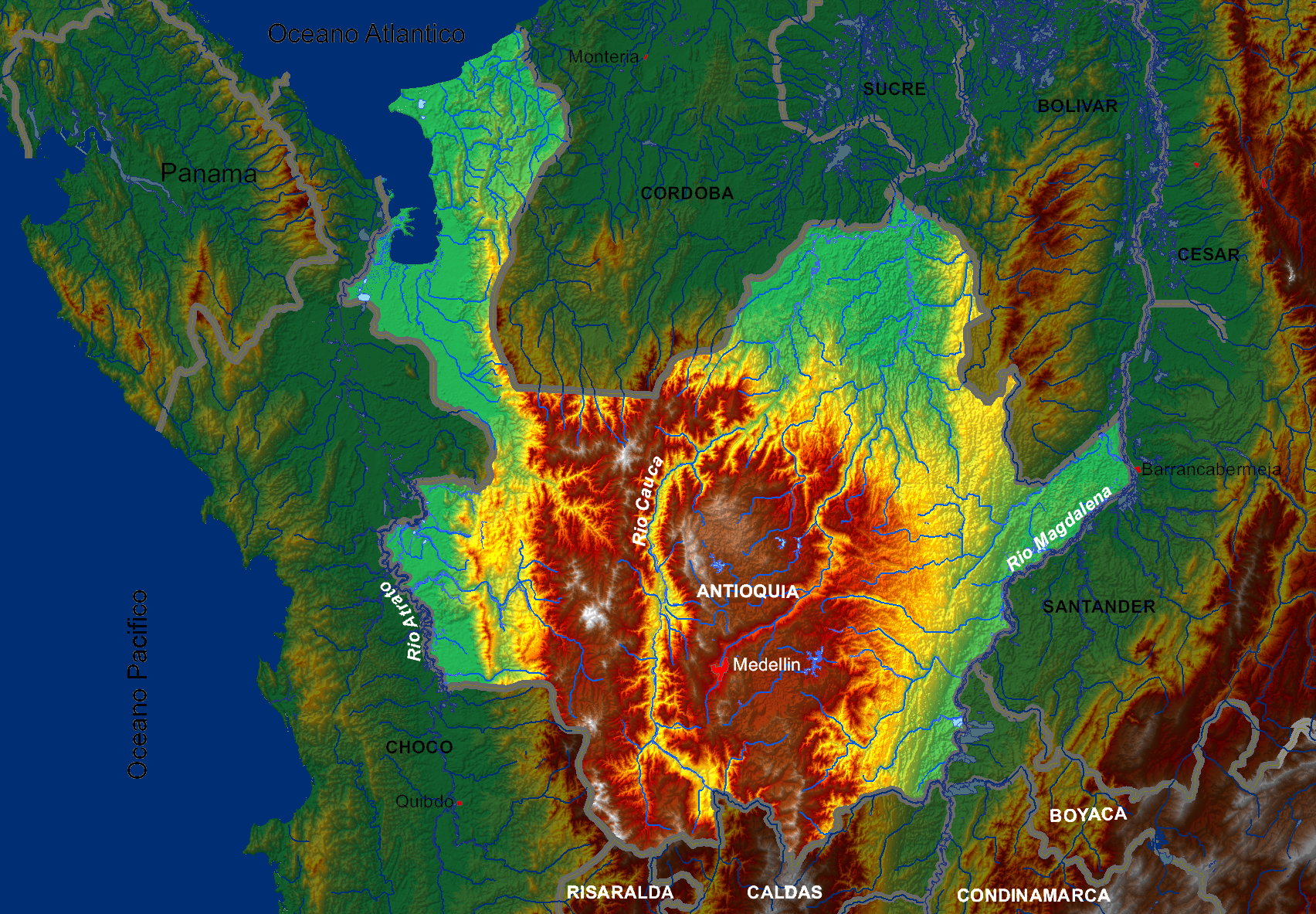
Localizzazione del batolite di Antioquia nella zona centrale della Colombia.

Il batolite di Antioquia (in lingua spagnola: Batolito Antioqueño) è una formazione geologica costituita da un gruppo di plutoni situati nel Dipartimento di Antioquia, in Colombia.
I plutoni del batolite si estendono su di un'area di circa 7800 km² con intrusione e raffreddamento avvenuto nel Cretacico superiore. La maggior parte del batolite ha subito un processo di degradazione meteorica, che ha formato uno strato di 40 m di saprolite. In alcune zone la saprolite raggiunge uno spessore di 200 m. La meteorizzazione viene attribuita al clima caldo umido e alle condizioni di stabilità, con una percentuale minima di erosione. Dove la saprolite è erosa, affiorano dei monadnock (picchi di roccia isolati) come El Peñón de Guatapé. Questi monoliti sono costituiti da blocchi di roccia più dura che ha resistito ai processi di degradazione meteorica e erosione, con un minor grado di fratturazione.

## Localizzazione
Il batolite è situato nella Cordillera Centrale della Colombia, di cui occupa la parte assiale dell'estremità settentrionale.
Ha una forma trapezoidale con uno sviluppo longitudinale in direzione nordovest- sudest.

## Etimologia
La denominazione del batolite di Antioquia è stata assegnata da Botero nel 1942, dopo che vari autori come Boussignault nel 1825, Ospina nel 1911, Scheibe nel 1933 e Posada nel 1936 avevano fatto riferimento alla sua esistenza.

## Età
Un confronto tra le datazioni calcolate per il batolite mostra che esso si è formato durante un periodo prolungato di tempo compreso tra 97 e 58 milioni di anni fa, cioè tra il tardo Cenozoico e il Paleocene. Per la componente principale dell'intrusione la stima più accurata è tra 71 ± 1.2 e 77 ± 1.7 milioni di anni fa, suggerendo un'intrusione avvenuta al passaggio tra Campaniano e Maastrichtiano.

## Composizione
La composizione geologica del batolite di Antioquia è la seguente:
| Tipo di roccia      | %  |
| ------------------- | -- |
| Granodiorite        | 62 |
| Tonalite            | 26 |
| Quarzodiorite       | 4  |
| Monzogranito        | 4  |
| Quarzo-monzodiorite | 2  |
| Gabbro              | 1  |
| Diorite             | 1  |